# Aborlan
Aborlan ist eine philippinische Stadtgemeinde in der Provinz Palawan. 
Der Ort Aborlan (Baranggay Poblacion) liegt in einer großen Ebene zwischen der Sulusee und den Bergen 69 km südwestlich von Puerto Princesa. Die Stadtgemeinde Aborlan grenzt im Nordosten an Puerto Princesa und im Südwesten an die Stadtgemeinden Narra und Quezon. Im Südosten liegt die Sulusee im Nordwesten das Südchinesische Meer. Die Stadtgemeinde liegt größtenteils auf der Insel Palawan, außerdem gehören die Insel Malanao sowie einige kleinere Inseln zur Stadtgemeinde.
Der Ort wurde 1910 gegründet. Die Stadtgemeinde wurde aus dem gleichnamigen Gemeindedistrikt am 28. Juni 1949 gegründet.
Aborlan ist der einzige Ort in der Provinz Palawan mit einem landwirtschaftlichen College, der heutigen Western Philippines University.

## Baranggays
Aborlan ist politisch in 19 Baranggays unterteilt.
- Apo-Aporawan
- Apoc-apoc
- Aporawan
- Barake
- Cabigaan
- Gogognan
- Iraan
- Isaub
- Jose Rizal
- Mabini
- Magbabadil
- Plaridel
- Ramon Magsaysay
- Sagpangan
- San Juan
- Tagpait
- Tigman
- Poblacion
- Culandanum